# 菲尔斯滕施泰因
菲尔斯滕施泰因是德国巴伐利亚州的一个市镇。总面积19.29平方公里，总人口3375人，其中男性1687人，女性1688人（2011年12月31日），人口密度175人/平方公里。